# Pristimantis yustizi
Pristimantis yustizi é uma espécie de anfíbio anuros da família Strabomantidae. Está presente na Venezuela. A UICN classificou-a como deficiente de dados.